# Eleição municipal de Angra dos Reis em 2004
A eleição municipal da cidade brasileira de Angra dos Reis em 2004 ocorreu no dia 03 de outubro de 2004, como parte do conjunto de eleições municipais no Brasil que ocorreram no mesmo ano. Na ocasião, foram eleitos um prefeito, vice-prefeito e 11 vereadores para a Câmara Municipal da cidade.
A campanha eleitoral contou com a participação de 3 candidatos a prefeito. O prefeito em exercício, Fernando Jordão, eleito pelo PDT, concorreu a reeleição. O primeiro turno foi realizado em 03 de outubro de 2004. Fernando Jordão, candidato pelo PMDB, foi eleito com 53.992 votos (70,28% dos votos válidos), seguido de L I A, do PT, que obteve 21.303 votos (27,73%).
Na Câmara dos Vereadores, 158 candidatos concorreram ao pleito e 11 foram eleitos. O PMDB foi o partido que conquistou o maior número de assentos, com 3 eleitos. Carlinhos Santo Antônio foi o candidato mais votado, recebendo 4.131 votos (5,57% dos votos validos).  Os candidatos eleitos tomaram posse em 1 de janeiro de 2005 para exercerem um mandato de quatro anos.

## Candidaturas para a prefeitura
| Nº      | Prefeito(a)  | Prefeito(a)                                       | Prefeito(a)       | Prefeito(a)       | Vice-prefeito(a) | Vice-prefeito(a) | Vice-prefeito(a)                                  | Vice-prefeito(a)  | Vice-prefeito(a)                | Coligação Partido(s)                                                                              |
| Nº      | Candidato(a) | Candidato(a)                                      | Partido Federação | Cargos relevantes | Candidato(a)     | Candidato(a)     | Candidato(a)                                      | Partido Federação | Cargos relevantes               | Coligação Partido(s)                                                                              |
| ------- | ------------ | ------------------------------------------------- | ----------------- | ----------------- | ---------------- | ---------------- | ------------------------------------------------- | ----------------- | ------------------------------- | ------------------------------------------------------------------------------------------------- |
| 12      |              | Mario Deschamps                                   | PDT               | - Comerciante     |                  |                  | Maria Cândida Maria Cândida Meira                 | PTdoB             | - Agente De Saude E Sanitarista | Brizola Vive Mudanca Ja PDT PTdoB                                                                 |
| 13      |              | L I A Maria Do Carmo Aguiar                       | PT                | - Advogado        |                  |                  | Tuca Parafusos Francisco De Assis Guedes De Souza | PPS               | - Administrador                 | Frente Angra Para Todos Pt / Psdb / Pps / Psb / Prp / Ptb / Pc do B PT PTB PPS PSB PRP PSDB PCdoB |
| 15      |              | Fernando Jordão Fernando Antonio Ceciliano Jordão | PMDB              | - Engenheiro      |                  |                  | Bernardo Jorge Gonçalves Bernardo                 | PL                | - Outros                        | Angra no Rumo Certo PP PMDB PSL PSC PL PFL PSDC PRTB PMN PTC                                      |
| Fontes: |              |                                                   |                   |                   |                  |                  |                                                   |                   |                                 |                                                                                                   |

## Candidatos à vereança
| Coligação                                 | Partido | Partido | Candidaturas |
| ----------------------------------------- | ------- | ------- | ------------ |
| Coligação (Pt - Pc do B) (22 candidatos)  |         | PT      | 15           |
| Coligação (Pt - Pc do B) (22 candidatos)  |         | PCdoB   | 7            |
| Brizola Vive Mudança Já (22 candidatos)   |         | PTdoB   | 14           |
| Brizola Vive Mudança Já (22 candidatos)   |         | PDT     | 8            |
| Coligação Liberal (22 candidatos)         |         | PL      | 16           |
| Coligação Liberal (22 candidatos)         |         | PMN     | 3            |
| Coligação Liberal (22 candidatos)         |         | PSC     | 3            |
| Pfl-Psl-Ptc (22 candidatos)               |         | PSL     | 12           |
| Pfl-Psl-Ptc (22 candidatos)               |         | PFL     | 6            |
| Pfl-Psl-Ptc (22 candidatos)               |         | PTC     | 4            |
| Aliança (Ptb/Pps/Psb/Prp) (20 candidatos) |         | PPS     | 8            |
| Aliança (Ptb/Pps/Psb/Prp) (20 candidatos) |         | PTB     | 5            |
| Aliança (Ptb/Pps/Psb/Prp) (20 candidatos) |         | PSB     | 4            |
| Aliança (Ptb/Pps/Psb/Prp) (20 candidatos) |         | PRP     | 3            |
| Avança Angra (19 candidatos)              |         | PP      | 14           |
| Avança Angra (19 candidatos)              |         | PSDC    | 5            |
| Sem coligação                             |         | PMDB    | 16           |
| Sem coligação                             |         | PSDB    | 10           |
| Sem coligação                             |         | PV      | 5            |
| Fontes:                                   |         |         |              |

## Resultados da eleição

### Prefeito
| Candidato(a) a prefeito  | Candidato(a) a prefeito  | Candidato(a) a vice-prefeito | Primeiro turno 03 de outubro de 2004 | Primeiro turno 03 de outubro de 2004 |
| Candidato(a) a prefeito  | Candidato(a) a prefeito  | Candidato(a) a vice-prefeito | Total                                | Percentagem                          |
| ------------------------ | ------------------------ | ---------------------------- | ------------------------------------ | ------------------------------------ |
|                          | Fernando Jordão (PMDB)   | Bernardo (PL)                | 53.992                               | 70,28%                               |
|                          | L I A (PT)               | Tuca Parafusos (PPS)         | 21.303                               | 27,73%                               |
|                          | Mario Deschamps (PDT)    | Maria Cândida (PTdoB)        | 1.525                                | 1,99%                                |
| Total de votos válidos   | Total de votos válidos   | Total de votos válidos       | 76.820                               | 76.820                               |
| Votos apurados           |                          |                              |                                      |                                      |
| Votos válidos            | Votos válidos            | Votos válidos                | 76.820                               | 94,15%                               |
| Votos em branco          | Votos em branco          | Votos em branco              | 1.444                                | 1,77%                                |
| Votos nulos              | Votos nulos              | Votos nulos                  | 3.333                                | 4,08%                                |
| Total de votos apurados  | Total de votos apurados  | Total de votos apurados      | 81.597                               | 81.597                               |
| Eleitores                |                          |                              |                                      |                                      |
| Comparecimentos          | Comparecimentos          | Comparecimentos              | 81.597                               | 86,12%                               |
| Abstenções               | Abstenções               | Abstenções                   | 13.152                               | 13,88%                               |
| Total de eleitores aptos | Total de eleitores aptos | Total de eleitores aptos     | 94.749                               | 94.749                               |
| Total de seções: 267     |                          |                              |                                      |                                      |
| Fontes:                  |                          |                              |                                      |                                      |

### Composição da Câmara Municipal
|                          |                          |                 |                 |          |    |
| Nº                       | Partido                  | Votos populares | Votos populares | Assentos | ±  |
| Nº                       | Partido                  | Votos           | %               | Assentos | ±  |
| 15                       | PMDB                     | 17.703          | 22,45%          | 3        | 3  |
| 22                       | PL                       | 14.857          | 18,84%          | 2        | 2  |
| 25                       | PFL                      | 6.228           | 7,9%            | 2        | 2  |
| 17                       | PSL                      | 10.750          | 13,64%          | 1        | 1  |
| 13                       | PT                       | 8.733           | 11,08%          | 1        | 1  |
| 11                       | PP                       | 8.683           | 11,01%          | 1        | 1  |
| 65                       | PCdoB                    | 2.897           | 3,67%           | 1        | 1  |
| 14                       | PTB                      | 1.938           | 2,46%           | 0        | -  |
| 45                       | PSDB                     | 1.444           | 1,83%           | 0        | -  |
| 12                       | PDT                      | 1.065           | 1,35%           | 0        | -  |
| 36                       | PTC                      | 807             | 1,02%           | 0        | -  |
| 23                       | PPS                      | 669             | 0,85%           | 0        | -  |
| 40                       | PSB                      | 659             | 0,84%           | 0        | -  |
| 27                       | PSDC                     | 567             | 0,72%           | 0        | -  |
| 70                       | PTdoB                    | 543             | 0,69%           | 0        | -  |
| 43                       | PV                       | 417             | 0,53%           | 0        | -  |
| 33                       | PMN                      | 354             | 0,45%           | 0        | -  |
| 44                       | PRP                      | 327             | 0,41%           | 0        | -  |
| 20                       | PSC                      | 198             | 0,25%           | 0        | -  |
| Total de votos válidos   | Total de votos válidos   | 78.839          | 78.839          | 11       | 11 |
| Votos apurados           |                          |                 |                 | 11       | 11 |
| Total de votos válidos   | Total de votos válidos   | 78.839          | 96,62%          | 11       | 11 |
| Votos em branco          | Votos em branco          | 1.370           | 1,68%           | 11       | 11 |
| Votos nulos              | Votos nulos              | 1.388           | 1,7%            | 11       | 11 |
| Total de votos apurados  | Total de votos apurados  | 81.597          | 81.597          | 11       | 11 |
| Eleitores                |                          |                 |                 | 11       | 11 |
| Comparecimentos          | Comparecimentos          | 81.597          | 86,12%          | 11       | 11 |
| Abstenções               | Abstenções               | 13.152          | 13,88%          | 11       | 11 |
| Total de eleitores aptos | Total de eleitores aptos | 94.749          | 94.749          | 11       | 11 |
| Fontes:                  |                          |                 |                 |          |    |

### Vereadores eleitos
| Candidato(a) | Candidato(a)             | Partido | Votos | Votos       | Cidade de origem | Unidade federativa/País |
| Candidato(a) | Candidato(a)             | Partido | Total | Percentagem | Cidade de origem | Unidade federativa/País |
| ------------ | ------------------------ | ------- | ----- | ----------- | ---------------- | ----------------------- |
|              | Carlinhos Santo Antonio  | PMDB    | 4.131 | 5,57%       | Angra dos Reis   | Rio de Janeiro          |
|              | Ricardo Dutra            | PFL     | 3.070 | 4,14%       | Angra dos Reis   | Rio de Janeiro          |
|              | Essiomar Gomes           | PP      | 2.854 | 3,85%       | Tutóia           | Maranhão                |
|              | Fiote                    | PMDB    | 2.849 | 3,84%       | Angra dos Reis   | Rio de Janeiro          |
|              | Odir                     | PMDB    | 2.633 | 3,55%       | Angra dos Reis   | Rio de Janeiro          |
|              | Pedro Miguel             | PL      | 2.509 | 3,39%       | Angra dos Reis   | Rio de Janeiro          |
|              | Vilma Dos Santos         | PSL     | 2.494 | 3,37%       | Angra dos Reis   | Rio de Janeiro          |
|              | Marco Aurélio            | PFL     | 2.411 | 3,25%       | Angra dos Reis   | Rio de Janeiro          |
|              | Jose Maria Da Farmacia   | PL      | 2.124 | 2,87%       | Angra dos Reis   | Rio de Janeiro          |
|              | Aguilar Dos Metalúrgicos | PCdoB   | 1.804 | 2,43%       | Mutum            | Minas Gerais            |
|              | Conceição Rabha          | PT      | 1.464 | 1,98%       | Angra dos Reis   | Rio de Janeiro          |
| Fontes:      |                          |         |       |             |                  |                         |